# Teran Matthews
Teran Matthews (* 14. Februar 1980) ist eine ehemalige vincentische Schwimmerin.

## Karriere
Matthews nahm 2000 an den Olympischen Spielen in Sydney teil. Dort erreichte sie über 50 m Freistil Rang 67 von 73 Schwimmerinnen. Im Anschluss kehrte sie dem internationalen Schwimmsport für sieben Jahre den Rücken, bevor sie 2007 an den Weltmeisterschaften in Melbourne teilnahm. Nachfolgend beendete die Vincenterin ihre Karriere.